# Chalid Bahah
Chalid Bahah, arab. ‏خالد محفوظ بحاح‎ (ur. 1 stycznia 1965 w Hadramaut) – jemeński polityk i dyplomata, premier Jemenu od 9 listopada 2014 do 3 kwietnia 2016, wiceprezydent od 13 kwietnia 2015 do 3 kwietnia 2016.

## Życiorys
Do czasu jemeńskiej rewolucji był członkiem Generalnego Kongresu Ludowego. Pracował jako Ambasador Jemenu w Ottawie oraz Stały Przedstawiciel Jemenu przy ONZ. Po dymisji rządu Muhammada Basindawy i fiasku tworzenia rządu przez Ahmada Awada ibn Mubaraka, 13 października 2014 prezydent Abd Rabbuh Mansur Hadi powierzył Chalidowi Bahahowi misję tworzenia nowego rządu. Nowy rząd został zaprzysiężony przez prezydenta 9 listopada 2014.
19 stycznia 2015 doszło do nieudanego zamachu na życie premiera. Atak miał miejsce tuż po zakończeniu narady z prezydentem dot. załagodzenia napiętej sytuacji wewnętrznej w kraju, konwój którym poruszał się premier został ostrzelany przez zamachowca. Bahah wyszedł cało z zamachu, lecz zdecydował pozostać w ukryciu w obawie o swoje życie. Następnego dnia szyiccy rebelianci z ruchu Huti zdobyli pałac prezydencki w Sanie a prezydent Abd Rabbuh Mansur Hadi został zmuszony do ukrywania się w prywatnej rezydencji w okolicy której również toczyły się walki. Doszło do krótkotrwałych rozmów między de facto pojmanym prezydentem a dowódcami szyickich bojówek, na podstawie których 22 stycznia 2015 prezydent Hadi podał się do dymisji z funkcji głowy państwa. Tego samego dnia cały rząd Chalida Bahaha oficjalnie podał się do dymisji. Podczas wojny domowej angażował się w działania lojalistów prezydenta Hadiego oraz wspierającej jego powrót do stolicy międzynarodowej koalicji. 13 kwietnia 2015 prezydent Abd Rabbuh Mansur Hadi powołał Chalida Bahaha na urząd Wiceprezydenta Jemenu.
3 kwietnia 2016 prezydent Abd Rabbuh Mansur Hadi zdymisjonował go z funkcji wiceprezydenta oraz szefa rządu na uchodźstwie.